# Владимировка (Аксубаевский район)
Владимировка — деревня в Аксубаевском районе Татарстана. Входит в состав Трудолюбовского сельского поселения.

## География
Находится в 23 км к юго-западу от поселка городского типа Аксубаево.

## История
Деревня основана в 1920-х гг.
Со времени основания в составе Старо-Альметьевской волости Чистопольского кантона ТАССР. С 10 августа 1930 г. — в Билярском, с 10 февраля 1935 г. — в Тельманском, с 16 июля 1958 г. — в Аксубаевском, с 1 февраля 1963 г. — в Октябрьском, с 12 января 1965 г. в Аксубаевском районах.
В 1930 г. в деревне организована сельскохозяйственная артель имени Ворошилова, позже переименована в колхоз «Возрождение». С 1950-х гг. в составе колхоза «Октябрь» (село Трудолюбово).